# Fernand Grenard
Joseph-Fernand Grenard (né à Paris le 4 juillet 1866 et mort le 1er avril 1945 à Saint-Mandé) est un explorateur, écrivain et diplomate français.

## Biographie
Diplômé de l'École libre des sciences politiques et de l'École des langues orientales, il participe en 1891 à l’expédition de Jules-Léon Dutreuil de Rhins dans le Turkestan oriental dont le but était d'atteindre Lhassa alors interdite aux étrangers. Il est, pour sa part, chargé de l'histoire, de la linguistique et de l'ethnographie. Les deux hommes traversent alors le Tibet par la Russie et le Turkestan russe.
Ils atteignent Khotan dans le Turkestan chinois (été 1892) qui devient leur camp de base. D'octobre à décembre 1892, ils traversent le Tibet occidental par Keriya et Polour et arrivent à Leh, capitale du Ladakh avant de revenir à Khotan par la route du col du Karakoram (5 600 m).
En mai 1893, ils franchissent l'Altyn-Tagh et l'Arka Tag et atteignent les hauts plateaux du Tibet oriental. Ils passent par le col de Tang La (5 100 m) puis redescendent vers le lac du Tengri-Nor qui est atteint le 2 décembre 1893, mais épuisés, à court d'approvisionnement et les autorités leur interdisant d'entrer dans Lhassa, sont contraints de faire demi-tour.
Le 5 juin 1894, Dutreuil de Rhins est tué par un groupe de bandits à Tom-Boumdo (province du Qinghai). Grenard tente en vain de le sauver mais parvient à s'échapper. Tous les documents de l'expédition sont alors volés. Il réussit à atteindre Xining (15 juillet 1894) puis Pékin (15 juillet 1894) où il persuade les autorités chinoises à prendre des mesures contre les criminels pour que les documents soient rendus.
À son retour en France, il entre au ministère des Affaires Étrangères, devient diplomate, vice-consul de l'Empire ottoman (Siwas, Erzeroum, Bosna-Seraï) (1905) puis consul à Riga, à Odessa et à Liverpool, attaché commercial dans les pays du Levant (1916) puis consul général à Moscou (1917) et se consacre à l'écrire d'ouvrages sur l'Asie centrale.
Chargé de mission en Pologne (1919), il gère la légation française de Belgrade et devient ambassadeur de France en Yougoslavie (1927).

## Consul Général à Moscou pendant leRévolution Russe
Il meurt à Saint-Mandé le 1er avril 1945. Sa tombe est au cimetière de Vaugirard.

## Distinctions
- Médaille Dupleix - Société de Géographie Commerciale de Paris, 1898.
- Chevalier[12] de la Légion d'Honneur, 1919.
- Officier de la  Légion d'Honneur, 1924.
- Prix de Joest, prix Thérouanne et prix Alfred-Née de l'Académie française.
- Intervention en Russie septentrionale

## Œuvres
- Mission scientifique dans la Haute-Asie, 1890-1895, 3 vol., 1897-1898, prix de Joest (1899)
- La Légende de Satok Boghra Khân et l'histoire, 1900
- Le Tibet : le pays et les habitants, Hachette, 1904
- Une secte religieuse d'Asie Mineure : les Kyzyl-Bâchs, 1904
- Haute-Asie, Géographie Universelle publiée sous la direction de Paul Vidal de la Blache et de Lucien Gallois, Tome VIII, Armand Colin, 1929, p. 235-394.
- Baber, fondateur de l'Empire des Indes, 1783-1530, Firmin-Didot, 1930
- La Révolution Russe, Armand Colin, 1933, prix Thérouanne (1934)
- Gengis-Khan, 1935
- Grandeur et décadence de l'Asie, 1939, prix Alfred-Née (1940)